# Motacillidae
Famille
Les Motacillidae (ou motacillidés) sont une famille de passereaux constituée de 6 genres et près de 70 espèces de pipits, sentinelles et bergeronnettes (ou hochequeues).

## Étymologie
Le nom de la famille vient du genre Motacilla dont la signification serait liée aux mouvements caractéristiques de la queue qu'ont certaines espèces. Cette origine est identique à celle du nom anglais wagtail et que l'on retrouve dans le français hochequeue donné aux bergeronnettes qui sont donc de « petites bergères » (elles vivent près des troupeaux), aussi appelées lavandières (elles vivent près des ruisseaux). Le nom des pipits est une onomatopée alors que leur nom latin Anthus semble indiquer la vie champêtre. Le nom des sentinelles est due à leur comportement de se percher pour guetter leurs proies.

## Aspect
Ce sont des oiseaux au corps fin, de taille petite à moyenne (de 11,5 à 24 cm), principalement terrestres. Leur cou est court ; ils ont une  queue allongée et des pattes aux ongles longs. Les pipits ont un plumage en grande partie brunâtre, souvent rayé  ; chez les bergeronnettes, il varie du blanc et noir au jaune, au verdâtre ou à l'orange ; celui des sentinelles est agrémenté d'une tache ocre au niveau de la gorge.
Il existe un léger dimorphisme sexuel.

## Biologie

### Reproduction
Le nid généralement posé au sol ou dans l'anfractuosité d'un rocher (bergeronnette) peut contenir  2 à 7 œufs blancs, gris ou brun parfois tachetés, couvés pendant 10 à 20 jours.
Après l'éclosion, les jeunes restent au nid, entre 12 et 18 jours.

### Alimentation
Ce sont des oiseaux qui se nourrissent essentiellement d'insectes.

## Répartition et habitat
Les motacillidés sont cosmopolites, mais sont surtout bien représentés dans les zones éthiopienne, paléarctique et orientale.
On les rencontre principalement dans les milieux ouverts, souvent herbeux, mais quelques espèces vivent en milieux boisés ; ils apprécient la proximité de l'eau.

## Systématique

### Position systématique
Traditionnellement placée à proximité des alaudidés et autres familles primitives d'oscines, la famille des Motacillidés a été rapprochée des passéridés et des fringillidés à partir de la comparaison de leur ADN (Taxinomie Sibley-Ahlquist).
Temporairement intégrée aux passéridés, elle est de nouveau considérée comme une famille indépendante, par la majorité des ornithologues.

### Liste alphabétique desgenres
- Anthus Bechstein, 1805 (47 espèces)
- Dendronanthus Blyth, 1844 (1 espèce)
- Macronyx Swainson, 1827 (8 espèces)
- Motacilla Linnaeus, 1758 (13 espèces)
- Tmetothylacus Cabanis, 1879 (1 espèce)

### Liste desespèces
D'après la classification de référence (version 5.2, 2015) du Congrès ornithologique international (ordre phylogénique) :